# Пневмовал
Пневмовал (англ. Airshaft) — механическое устройство, цилиндр с мобильными частями, выдвигающимися под действием сжатого воздуха, обеспечивая, тем самым, фиксацию втулки на валу: воздух подаётся внутрь вала посредством пневматического клапана (золотника, ниппеля, пневмоклапана), увеличивая внутреннюю резиновую или полиуретановую пневматическую камеру и выдвигая разжимные элементы, которые захватывают втулку изнутри.
Так же разделяются по выдвижным элементам, расположение на всю длину вала и в шахматном порядке.
Основные диаметры пневмовалов: 50 мм (2"), 76 мм (3"), 152 мм (6").

### Применение
Пневмовалы применяются при перемотке гибких материалов таких как скотч, бумага, плёнка, фольга, с использованием втулок и без них.
Используются в экструдерах, бобинорезках, намоточных и размоточных станках.
В целлюлозно-бумажной промышленности такие валы называют тамбурными и используются в бумагоделательных машинах.